# Lista de membros da Royal Society eleitos em 1942
Esta página lista Membros da Royal Society eleitos em 1942.

## Fellows
- Joshua Harold Burn
- Sir Frank Burnet
- Malcolm Dixon
- Sir Charles Dodds
- Arthur Fage
- Neil Hamilton Fairley
- Philip Hall
- Charles Samuel Hanes
- George Hugh Henderson
- Thomas Percy Hilditch
- Edward Hindle
- Arthur Holmes
- Dudley Maurice Newitt
- Sir Clifford Copland Paterson
- John Keith Roberts
- Herbert Wakefield Banks Skinner
- David Thoday
- Alexander Todd
- Sir Arthur Elijah Trueman
- Sir Alan Herries Wilson

## Foreign Members
- Alfred Newton Richards
- Lavoslav Ružička
- Nikolai Vavilov
- Ivan Vinogradov

## Estatuto 12
- Maurice Hankey, 1st Baron Hankey